# 週刊!サカラジ
『週刊!サカラジ』（しゅうかん!サカラジ）は東海ラジオ放送で放送されていたサッカー情報番組。2008年3月31日スタート。2013年12月23日をもって放送終了。前身は名古屋グランパス情報を中心とした『グランパスR』。
名古屋グランパス、名古屋オーシャンズ、FC岐阜に関連したニュース・話題を中心に届ける。

## 放送時間の変遷
- ナイターシーズン中（月曜ナイターなどの番組編成の変更などにより番組休止あり。かつてはナイターのない平日に月曜日の番組をスライドさせていた時期もあった）
  - 2008年・2009年 毎週月曜日 18:30～19:00
  - 2010年4月頃～ 毎週月曜日19:00～19:20（山浦ひさし 月ROCK!!!!!!内）
  - 2011年4月4日～ 毎週月曜日 20:30～21:00
  - 2011年7月4日～ 毎週月曜日 20:30～20:50
  - 2012年4月2日～ 毎週月曜日 19:00～19:20頃（チア・スポ内）
- ナイターオフシーズン
  - 2008年10月頃～2009年3月頃 毎週月曜日 19:20頃～19:45頃（2COOL!月曜日内。他の曜日の2COOL!はアーティスト特集を放送）
  - 2009年10月6日～ 毎週火曜日 21:00～21:20
  - 2010年10月4日～ 毎週月曜日 20:40～21:00
  - 2011年10月3日～ 毎週月曜日 20:30～21:00
  - 2012年10月1日～ 毎週月曜日 21:00～21:20
  - 2013年9月30日～2013年12月23日 毎週月曜日 20:40～21:00

## 番組の主な流れ
共通項目
- オープニングでは、『電話のコール音→森アナが電話に出る→森アナが「こちら週刊!サカラジ」と電話相手に言う→「各年の名古屋グランパスのホーム戦開幕試合のハイライト実況」→外国人によるタイトルコール』という流れとなっている。
- エンディングに流れる曲は、スペインを思わせるカルメン風の音楽が使用されている。

番組開始時～2008年9月終わり頃まで
- オープニング・オープニングトーク
- J1・J2全試合結果（天皇杯、ヤマザキナビスコカップも含む。競技場名は略していない）‐番組スタート時から2009年2月頃までは森アナの独自の試合の感想などとともに試合結果を伝えていた。名古屋オーシャンズのプレシーズン後はFリーグの試合結果も伝える。
- グランパスコーナー‐シーズン中は試合を振り返る（ホーム戦では森と城山が行った録音実況を使用する）。2009年3月16日の放送では、初出場となったACLの試合が翌日に瑞穂で行われるということもあり、練習の様子などを番組としては初となる外からのレポートが大澤広樹アナによって行われた。
- FC岐阜コーナー‐シーズン中はグランパスコーナー同様に試合を振り返る（当初は録音実況はなかったが、近年はグランパスと同様に録音実況を行う）ほか、シーズン中はホーム戦に限り、次節にホームスタジアムで開催されるイベントの告知がある。また、2012年シーズンは月1回キャプテンの服部年宏のインタビューが流れた。2012年は残留のかかったアウェー戦第40節FC町田ゼルビア戦（勝てば残留決定）、最終節横浜FC戦（岐阜が引き分け以上、もしくは町田が引き分け以下なら残留）も森の実況音声が流れた。
- 名古屋オーシャンズ（提供：アシアナ航空。CMは放送されていない。2008年10月頃～） ‐ 2008年のプレシーズンより枠を設けている。内容は他の2チームと変わりない。2010年2月2日放送分では、前週にオーシャンアリーナで行われた試合では、シーズン優勝&リーグ3連覇がかかっていた事もあり、初めてオーシャンズの試合実況を録音した模様が放送された。
  - 3チーム共通‐プレイヤーボイス（1人の選手が電話出演またはインタビューによる出演。2009年3月までは『プレイヤーズボイス』という名称だった）。またスタジオにゲストが来ることもある。
- エンディング・エンディングトーク

2COOL!移動後（2008年10月頃～2009年3月頃）
- 番組の流れとしてほとんど変わっていないが、森とともに月曜日の2COOL!担当の青山紀子もサカラジに参加するため、試合結果・オーシャンズ枠の提供スポンサー読み・プレゼントのあて先などは青山が読み上げていた。

2009年4月～
- ナイターシーズンの編成となり、再び独立番組となるが特に番組進行に変更はなし。但し2008年10月頃から名古屋オーシャンズの枠でスポンサーだったアシアナ航空が18:45頃（グランパスコーナーの終了間際ぐらい）から番組終了間際までのスポンサー枠へ変更となった。

2009年10月6日～
- ナイターオフシーズンの編成となるが、2008年と異なり、単独番組として継続するが、番組構成上の都合からか、各リーグの全試合結果の読み上げが行われなくなったほか、アシアナ航空・スポンサー枠は、21:15頃からオーシャンズ枠終了までとなった。

2010年4月～
- アシアナ航空のスポンサー枠が無くなる以外は、特に番組構成に変更なし。

2012年4月2日～
- 長らく独立番組だったが、久しぶりに内包番組として放送を始めたほか、Jリーグメディアプロモーション（放送では『Jリーグ』として紹介）がスポンサーとなった。これと関係してか、Jリーグ特命PR部女子マネージャーの足立梨花が不定期で登場しているほか、6月18日放送分では「中部地方のJリーグチームも応援していきます」との触れ込みで、松本山雅FCを特集・選手も電話インタビューではあるが登場した。また、9月10日放送分ではカターレ富山の選手も電話インタビューで出演した。

2012年10月1日～
- ナイターオフ編成に伴い独立番組に戻る。内容の変化は特にない。

2013年4月1日～
- Jリーグメディアプロモーションの提供がなくなった。また、プロ野球シーズン開幕とそれに伴う人手不足のため、ホームゲームでも実況録音を行わない場合もある（これまで東海ラジオのスポーツアナウンサーは5名体制だったが、吉川秀樹が異動になり4名体制になったことに加え、中日主催試合では最低3名<日曜日は4名>アナウンサーが必要なため）。

## 番組パーソナリティー
前番組グランパスRからの継続での出演
- コメンテーター - 城山喜代次（中京大学体育学部特任講師。東海ラジオサッカー解説者。元中京大学サッカー部総監督・元中京大中京のサッカー部監督）
- フットボールナビゲーター - 森貴俊（東海ラジオ放送アナウンサー）

2008年ナイターオフ（2008年10月頃～2009年3月頃）
- 青山紀子（東海ラジオ放送アナウンサー。番組内では試合結果を読み上げるなど、番組のアシスタントの位置であった）
  - 元々青山はグランパス戦中継を行う東海ラジオ ワイルドサッカーで過去に放送されたホーム開幕戦の前座番組に出演していたほか、過去に放送されていたサンデー・イン・ザ・パークでグランパスコーナーを放送するなど、今までサッカーとそれほど無縁ではなかった。

## 過去に出演した主なゲスト
- 2008年4月7日、2009年11月17日（電話出演） - 松永英機（当時FC岐阜監督）。
- 2008年6月9日 - 津田知宏（名古屋グランパスFWの選手。電話インタビューではなくスタジオに登場した）
- 2008年7月7日 - 北原亘（名古屋オーシャンズ選手。名古屋オーシャンズの枠でプレイヤーズボイスのコーナーで登場した）
- 2008年12月8日 - 杉本恵太&吉田麻也〔名古屋グランパス選手。19時～20時10分頃のサカラジ枠以外も生出演し、リスナーからの質問に答えたり、シーズンを振り返ったほか、吉田選手が使っていたスパイクをプレゼントした（杉本選手からはプレゼントがなかったものの、後日改めて持ってくると放送内でしゃべっていた）〕
- 2008年12月15日・22日 - ストイコビッチ（名古屋グランパス監督。村上剛通訳とともに2週にわたるインタビュー）
- 2009年1月19日 - 久米一正（名古屋グランパスGM。事前録音でインタビューは城山が担当し、通常の番組枠内のグランパスコーナーと20時～20時10分頃の2部構成で放送した）
- 2009年1月19日 - 森岡薫（名古屋オーシャンズ選手。オーシャンズの枠のプレイヤーズボイスのコーナーで電話出演した）
- 2010年1月頃、2010年2月9日 - 倉田安治（FC岐阜監督）
- 2010年1月26日、2010年2月9日 - 久米一正（今回は城山との事前対談の録音放送のみ）
- 2011年1月3日、2011年1月10日 - 久米一正（今回は森を加えての放送。3日は前年のシーズン中のウラ話を交えて振り返った。10日は11年シーズンの展望についての話だった）

## 備考
- 2009年9月14日は、特別番組が通常の放送枠で放送された為、20分短縮の10分番組として20:50～21:00の放送枠で放送された。内容はグランパスメインとなり、通常のJリーグとFリーグの試合結果を伝えるコーナーなどは省かれたが、FC岐阜と名古屋オーシャンズの試合結果も森により伝えられた。
- 2013年12月23日をもって放送終了。サッカー情報は木曜日のチア・スポで伝えるほか、今後新たなサッカー情報番組を放送することを示唆した。2014年1月-3月は「チア・スポ」木曜日に、4月以降についてはナイターイン期間は「ガッツナイター最前線」、ナイターオフ期間は「山浦・深谷のヨヂカラ!」（いずれも月曜日）に同様のサッカーコーナーを放送し、城山も引き続き担当するが、アナウンサーは森から大澤に交代する。